# 紫斑玉螺
紫斑玉螺（学名：Natica pseustes），是异足目玉螺科玉螺属的一种。主要分布于台湾，常栖息在浅海底。